# زانکت اوسوالد بای پلانکنوارت
زانکت اوسوالد بای پلانکنوارت (به آلمانی: Sankt Oswald bei Plankenwarth) یک منطقهٔ مسکونی در اتریش است که در گراتس اومگبونگ واقع شده‌است. زانکت اوسوالد بای پلانکنوارت ۱۱٫۷۵ کیلومتر مربع مساحت دارد ۵۵۷ متر بالاتر از سطح دریا واقع شده‌است.